# Antal Imre (festő)
Antal Imre (Gyimesfelsőlok, 1944. február 22. – Gyimesfelsőlok?, 2017. október 28. előtt) erdélyi magyar festőművész, grafikus.

## Életpályája
A marosvásárhelyi Zene- és Képzőművészeti Líceumban tanult. Mesterei Bordi András, Nagy Pál voltak. Gyimesfelsőlokon él és tanít. Grafikáit a természetelvűség, a gyimesi táj és ember fizikai és lelkületi sajátosságának megfogalmazási igénye, valamint népművészetének képviselete jellemzi. Tanítványai tekintélyes nemzetközi gyermekrajz-kiállításokon nyertek díjakat

## Jelentősebb kiállításai

### Egyéni kiállítások
- 1969, 1974, 1976, 1985, 1988, 1995 • Csíkszereda
- 1990 • Erdély Művészetéért Alapítvány, Budapest
- 1991, 1992 • Budapest
- 1993 • Veszprém

### Válogatott csoportos kiállítások
- 1968-tól Csíkszeredai megyei tárlatok
- 1976 • Kovászna '76, Művelődési Ház, Kovászna
- 1978 • Grafikusok a szülőföldről • Korunk Galéria, Kolozsvár
- 1991-1994 • Makó
- 1992-1995 • Zalaegerszeg
- 1993 • Erdélyi színfoltok, Vármegye Galéria, Budapest